# Pablo Ochoa
Pablo Ochoa es un futbolista zaragozano su posición es delantero y su equipo actual es la UTE de la Segunda Categoría de Ecuador.

## Clubes
| Club                  | País    | Año           |
| --------------------- | ------- | ------------- |
| Universidad Católica  | Ecuador | 2008          |
| Águilas               | Ecuador | 2008          |
| Universidad Católica  | Ecuador | 2009-2011     |
| River Plate Ecuador   | Ecuador | 2011-2012     |
| Deportivo Azogues     | Ecuador | 2012          |
| Técnico Universitario | Ecuador | 2012          |
| Deportivo Cuenca      | Ecuador | 2013          |
| Sporting SM           | Panamá  | 2013-2014     |
| UTE                   | Ecuador | 2015-presente |

- Datos: Q6056274